# 十二歲長卵蛋
十二歲長卵蛋（西班牙語：güevedoce）是一種罕見的人類性別分化多元性（第三性別），在出生時，生殖器外觀為女性，但在青春期會發育出男性生殖器。這是由於這些人雖然有XY性染色體（通常會發育為男性）但體內的5α还原酶濃度低於平常，造成體內較一般男性有較少的二氢睾酮。
這個性別目前已在多米尼加共和國、巴布亚新几内亚和土耳其發現。當地文化視之為第三性别，然而這些文化只承認兩種性别角色。

## 名稱
多米尼加的稱呼是西班牙語的俚語，字面意思是「卵蛋（güeve）十二（doce）」。在巴布亞新幾內亞的Sambia民族稱之為kwolu-aatmwol，意思是「女的變成男的」。

## 生理機制
1970年代西方科學家首次研究此現象，康奈尔大学的内分泌学家Julianne Imperato-McGinley前往多米尼加的拉斯萨利纳斯研究此事，確定其成因是5α還原酶濃度較低所造成，將研究結果發表在1974年的《科学》杂志上。在拉斯萨利纳斯，每 90 名男性中就有 1 位是十二歲長卵蛋。
人類在胚胎发育時，5α還原酶负责将睾酮還原为二氢睾酮，二氢睾酮進一步造成男性性器官的發育，而睾酮主要則在青春期促进第二性征。因此，具有XY 染色体的人如果在出生时缺乏5α还原酶，就不會在胚胎時期發育出男性性器官，而具有女性生殖器的外觀；但在青春期，體內產生大量睾酮時，第二性徵就會發育，從而產生男性外觀。

## 文化
有別於歐美和東亞傾向用性別重置手術將間性改為男性或女性，多米尼加和巴布亞新幾內亞將十二歲長卵蛋視為正常的第三性別，用介於男性和女性之間的態度與他們互動。多米尼加文化中會慶祝他們在青春期由女童轉變為男人。

## 醫學貢獻
對十二歲長卵蛋的研究讓科學家得以確立睾酮、二氫睾酮、以及5α還原酶的功能。並進一步開發出5α還原酶的拮抗劑，作為藥物治療二氫睪酮造成的病症，包括雄性禿、青春痘、以及攝護腺肥大。